# Людвиг II (граф Нассау-Вейльбурга)
Людвиг II Нассау-Вейльбургский (нем. Ludwig II. von Nassau-Weilburg; 9 августа 1565 год, Вайльбург — 8 ноября 1627 год, Саарбрюккен) — граф Нассау-Вейльбурга.

## Биография
Граф Людвиг — старший сын графа Альбрехта Нассау-Вейльбург-Отвейлерского и графини Анны Нассау-Дилленбургской (1541—1616). В 1575 году семья переехала из Вайльбурга в Отвайлер. Получив образование, граф Людвиг отправился путешествовать по Европе, побывал во франкоговорящей Швейцарии, Франции и при дворах германских правителей. В гостях у Вильгельм IV Гессен-Кассельского Людвиг познакомился с принцессой Анной Марией, на которой женился в 1589 году.
После смерти графа Альбрехта в 1593 году его наследство было поделено между тремя сыновьями, и Людвиг получил владения на левом берегу Рейна: Отвейлер с Гомбургом, Кирхгеймом и Ларом. Братья Вильгельм и Иоганн Казимир остались править на вейльбургских землях, но вскоре умерли, а их наследником стал Людвиг. В 1602 году он также наследовал дяде Филиппу III Нассау-Саарбрюккенскому, а в 1605 году — Иоганну Людвигу Нассау-Висбаденскому, последнему графу Висбадена. Таким образом все владения вальрамской линии Нассауского дома объединились под началом графа Людвига.
Граф Людвиг перенёс резиденцию в Саарбрюккенский дворец, распорядился об улучшении народного образования, занимался речным транспортом на Сааре и финансировал несколько строительных проектов. При графе Людвиге повысилось благосостояние населения, но дальнейшее развитие страны было прервано начавшейся Тридцатилетней войной.

## Семья и потомки
В браке с Анной Марией Гессен-Кассельской, дочерью Вильгельма IV Гессен-Кассельского, родилось четырнадцать детей. Наследниками графа Людвига стали четверо сыновей: Вильгельм Людвиг, Иоганн, Эрнст Казимир и Отто.
- Вильгельм Людвиг (1590—1640), граф Нассау-Саарбрюккена, женат на Анне Амалии Баден-Дурлахской (1595—1651)
- Анна Сабина (1591—1593)
- Альбрехт (1593—1595)
- София Амалия (1594—1612)
- Георг Адольф (1595—1596)
- Филипп (1597—1621)
- Луиза Юлиана (1598—1622)
- Мориц (1599—1601)
- Эрнст Карл (1600—1604)
- Мария Елизавета (1602—1626), замужем за графом Фридрихом X Лейнинген-Дагсбургским (1593—1651)
- Иоганн (1603—1677), граф Нассау-Идштейна, женат на Сибилле Магдалене Баден-Дурлахской (1605—1644), затем на графине Анне Лейнингенской (1625—1668)
- Доротея (1605—1620)
- Эрнст Казимир (1607—1655), граф Нассау-Вейльбурга, женат на графине Анне Марии Сайн-Витгенштейнской (1610—1656)
- Отто (1610—1632), граф Нассау-Вейльбурга в Нейвейльнау